# پردازنده پیام رابط
پردازنده پیام رابط (IMP ) گره سوئیچینگ بسته‌ای بود که از اواخر دهه ۱۹۶۰ تا ۱۹۸۹ برای اتصال شبکه‌های شرکت کننده به ARPANET استفاده می‌شد. این اولین نسل دروازه‌هایی بود که امروزه به عنوان روتر شناخته می‌شوند. پردازنده پیام رابط یک مینی کامپیوتر رایانه ستبر شرکت Honeywell DDP-516 با رابط‌ها و نرم‌افزارهایی برای اهداف خاص بود. در سالهای بعد IMPs از Honeywell 316 ناهموار ساخته شد که می‌توانست دو سوم از ترافیک ارتباطی را با تقریباً نیمی از هزینه اداره کند. IMP نیاز به اتصال به یک کامپیوتر میزبان از طریق یک رابط بیت سریال ویژه دارد که در BBN Report 1822 تعریف شده‌است. نرم‌افزار IMP و پروتکل ارتباطات شبکه ARPA که بر روی IMP کار می‌کنند، در RFC 1، اولین سری از اسناد استانداردسازی که توسط کارگروه مهندسی اینترنت (IETF) منتشر شده، مورد بحث قرار گرفت.

## تاریخچه

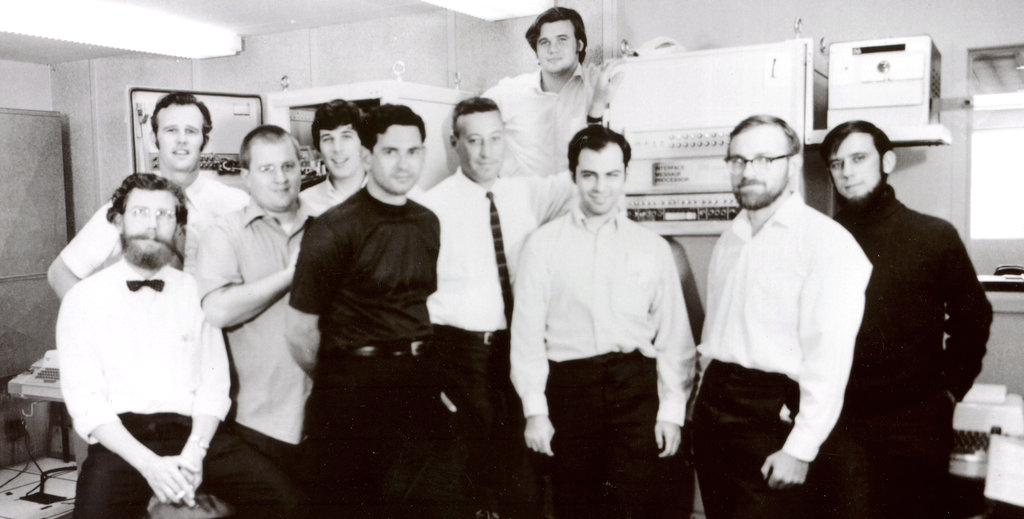
تیم IMP (چپ به راست): تروت تاچ، بیل بارتل (هانی ول)، دیو والدن، جیم گیسمن، روبرت کان، فرانک قلب، بن بارکر، ماتی تورپ، ویل کراوتر و سوبرو اورنشتاین تصویر نشده: برنی کاسل

مفهوم «رایانه رابط» اولین بار در سال ۱۹۶۶ توسط دونالد دیویس برای شبکه NPL در انگلیس مطرح شد. همین ایده به‌طور مستقل در اوایل سال ۱۹۶۷ در جلسه محققان اصلی آژانس پروژه‌های تحقیقاتی پیشرفته وزارت دفاع (ARPA) برای بحث در مورد ماشین‌های متصل در سراسر کشور توسعه یافت. لری رابرتز، که پیاده‌سازی ARPANET را بر عهده داشت، در ابتدا شبکه ای از رایانه‌های میزبان را پیشنهاد داد. وس کلارک پیشنهاد کرد که «یک کامپیوتر کوچک بین هر کامپیوتر میزبان و شبکه خطوط انتقال» قرار گیرد، در واقع یعنی IMP را به یک کامپیوتر جداگانه تبدیل کنیم.
IMPها توسط شرکت Bolt Beranek and Newman (BBN) مستقر در ماساچوست در سال ۱۹۶۹ ساخته شده‌است. بل شرکت BBN برای ساخت چهار IMP قرارداد بسته شد که اولین IMP در روز کارگر در UCLA ساخته شد. سه IMP باقی مانده قرار بود پس از آن در فواصل یک‌ماهه تحویل داده شود و کل شبکه در مجموع در دوازده ماه تکمیل شود. هنگامی که سناتور ماساچوست ادوارد کندی از موفقیت BBN در امضای این توافق‌نامه میلیون دلاری مطلع شد، با ارسال تلگرافی به این شرکت برای قرارداد «ساخت پردازنده پیام بین ادیان» تبریک گفت.
تیمی که روی IMP کار می‌کرد خود را "بچه‌های IMP" نامید:
- رهبر تیم: فرانک قلب[۸]
- نرم‌افزار: ویلی کراوتر، دیو والدن، برنی کاسل و پل وکسلبلات
- سخت‌افزار: Severo Ornstein , Ben Barker
- نظریه و همکاری با موارد فوق در مورد طراحی کلی سیستم: باب کان
- دیگر: هاولی رایزینگ
- بعداً به تیم IMP اضافه شد: Marty Thrope (سخت‌افزار)، Jim Geisman , Truett Thach (نصب)، Bill Bertell (Honeywell)

BBN کار برنامه‌نویسی را در فوریه ۱۹۶۹ بر روی Honeywell DDP-516 اصلاح شده آغاز کرد. کد تکمیل شده شش هزار کلمه بود و به زبان اسمبلی Honeywell 516 نوشته شده بود. نرم‌افزار IMP در وهله اول روی PDP-1 تولید می‌شود، جایی که کد IMP نوشته و ویرایش می‌شود، سپس در Honeywell اجرا می‌شود.
شرکت BBNدستگاه IMP را به سادگی به عنوان «یک پیام رسان» طراحی کرده‌است که فقط «ذخیره و پیش برد» است. BBN فقط مشخصات میزبان به IMP را طراحی کرده و سایتهای میزبان را برای ساخت رابطهای میزبان به میزبان جدا می‌کند. IMP یک مکانیسم کنترل خطا داشت که بسته‌های دارای خطا را بدون تأیید دریافت کنار می‌گذارد. منبع IMP با دریافت نکردن رسید تأیید، مجدداً یک بسته تکراری ارسال می‌کند. بر اساس الزامات درخواست ARPA برای پیشنهاد، IMP از یک چک کن ۲۴ بیتی برای تصحیح خطا استفاده کرد. BBN تصمیم گرفت سخت‌افزار IMP را محاسبه کند چرا که این گزینه سریعتر از استفاده از محاسبه نرم‌افزار بود. در ابتدا IMP متصل به یک کامپیوتر میزبان در هر سایت تصور می‌شد، اما با اصرار محققان و دانشجویان سایت‌های میزبان، در نهایت هر IMP برای اتصال به چندین رایانه میزبان طراحی شد.
اولین IMP در ۳۰ اوت ۱۹۶۹ به گروه لئونارد کلینروک در UCLA تحویل داده شد. که از یک کامپیوتر میزبان SDS Sigma-7 استفاده می‌کرد. گروه داگلاس انگلبارت در انستیتوی تحقیقات استنفورد (SRI) دومین IMP را در اول اکتبر ۱۹۶۹ دریافت کردند. که به یک میزبان SDS-940 متصل شد سومین IMP در تاریخ ۱ نوامبر ۱۹۶۹ در دانشگاه کالیفرنیا، سانتا باربارا نصب شد. چهارمین و آخرین IMP در دسامبر ۱۹۶۹ در دانشگاه یوتا نصب شد. اولین آزمایش ارتباطی بین دو سیستم (UCLA و SRI) در تاریخ ۲۹ اکتبر ۱۹۶۹ هنگامی که ورود به سیستم SRI انجام شد صورت گرفت، اما فقط دو حرف اول قابل انتقال بود. دستگاه SRI با دریافت حرف 'g' با مشکل مواجه شد. اما چند دقیقه بعد، اشکال برطرف شد و تلاش برای ورود با موفقیت انجام شد.
BBN برنامه ای را برای آزمایش عملکرد مدارهای ارتباطی ایجاد کرد. بر اساس گزارشی که توسط قلب ثبت شده‌است، در اواخر سال ۱۹۶۹ آزمایش مقدماتی بر اساس یک دورهٔ ۲۷ ساعتهٔ فعالیت در خط UCSB-SRI «تقریباً یک بسته به ازای هر ۲۰٬۰۰۰ به اشتباه انجام شده‌است». آزمونهای بعدی «۱۰۰٪ تنوع در این تعداد را کشف کردند - ظاهراً به دلیل بسیاری از دوره‌های طولانی مدت غیر معمول (به ترتیب ساعتها) و هیچ خطایی شناسایی نشده‌است.»
نوع دیگری از IMP وجود داشت که TIP نام داشت که پایانه‌ها را هم مانند رایانه‌ها را به شبکه متصل می‌کرد. این نسخه بر اساس Honeywell 316 ساخته شده بود که نسخه بعدی ۵۱۶ است. بعداً برخی از IMPهای مبتنی بر Honeywell با IMPهای چند پردازشی BBN Pluribus جایگزین شدند، اما در نهایت BBN یک کلون با برنامه‌ریز برنامه‌ریزی شده از دستگاه Honeywell را ایجاد کرد.
IMPها در قلب ARPANET بودند تا اینکه DARPA در سال 1989, ARPANET را از رده خارج کرد. بیشتر IMPها از هم جدا شدند، کنار گذاشته شدند یا به MILNET منتقل شدند. برخی از IMPها در موزه قرار گرفتند. کلاینروک IMP شماره یک را در UCLA در معرض دید عموم قرار داد. آخرین IMP در ARPANET همانی بود که در دانشگاه مریلند قرار داشت.

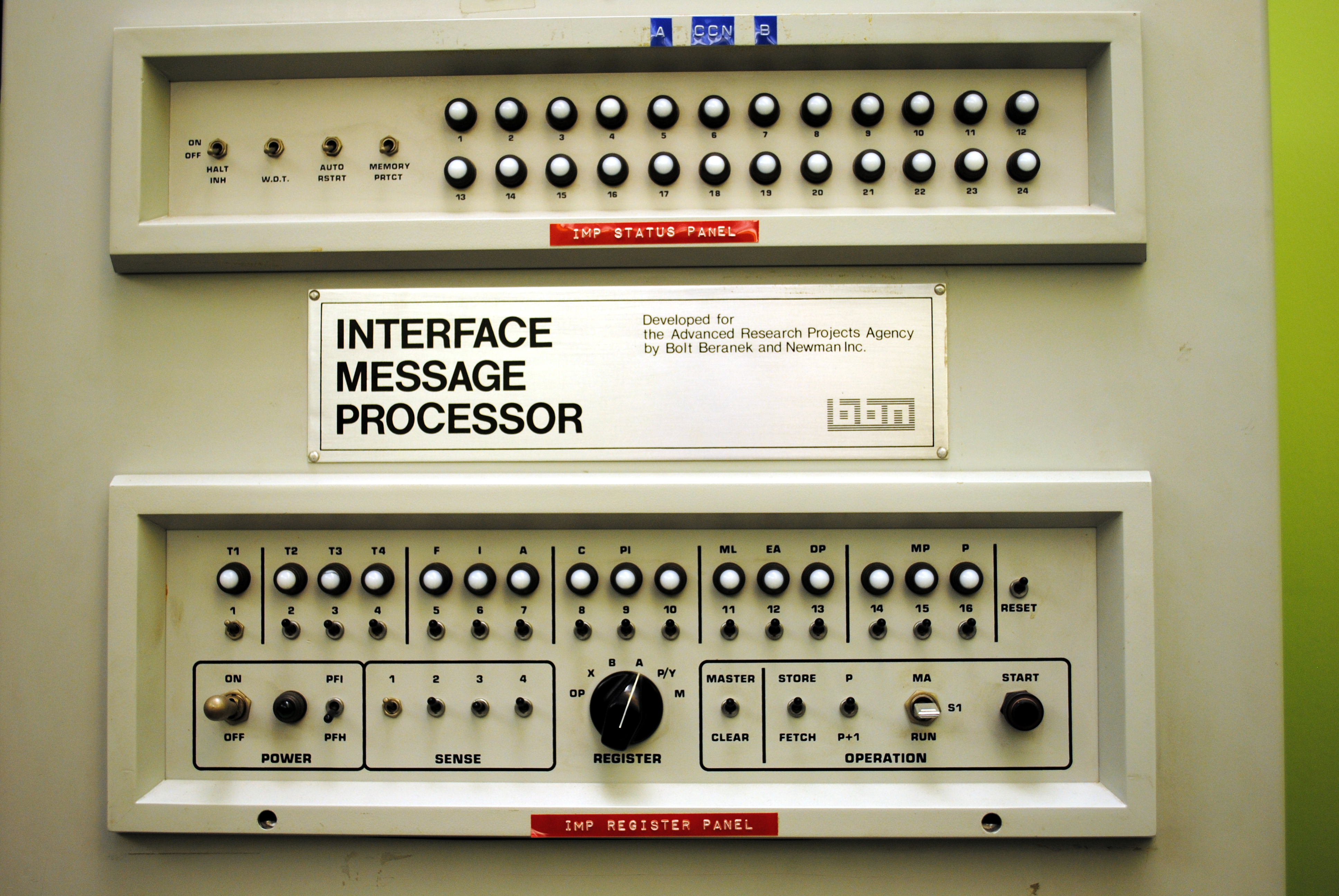
صفحه اول اولین IMP، در افتتاحیه سایت و بایگانی میراث اینترنتی Kleinrock گرفته شده‌است

## گزارش BBN 1822
BBN Report 1822 روش اتصال کامپیوتر میزبان به IMP را مشخص می‌کند. این اتصال و پروتکل به‌طور کلی به عنوان شماره گزارش ۱۸۲۲، نامگذاری شده‌است.
نسخه اولیه پروتکل ۱۸۲۲ در سال ۱۹۶۹ توسعه یافته‌است: از آنجا که از یک دهه قبل از مدل OSI وجود داشت، ۱۸۲۲ به صورت تمیز در لایه‌های OSI قرار نمی‌گیرد. با این حال، درست است که بگوییم پروتکل ۱۸۲۲ شامل لایه فیزیکی، لایه پیوند داده و لایه شبکه است. رابط قابل مشاهده برای سیستم میزبان آدرس لایه شبکه را مستقیماً به دستگاه لایه فیزیکی منتقل می‌کند.
برای انتقال داده، میزبان پیامی را شامل آدرس عددی میزبان دیگر در شبکه (شبیه آدرس IP در اینترنت) و یک قسمت از داده می‌سازد و پیام را از طریق رابط ۱۸۲۲ به IMP منتقل می‌کند. IMP با استفاده از پروتکل‌هایی که در نهایت توسط روترهای اینترنتی پذیرفته شدند، پیام را به میزبان مقصد هدایت می‌کند. پیام‌ها در کل می‌توانستند طول ۸۱۵۹ بیت را ذخیره کنند، که ۹۶ مورد اول برای هدر ("رهبر") اختصاص داشت.
در حالی که بسته‌های منتقل شده از طریق اینترنت غیرقابل اعتماد فرض می‌شوند، ارسال پیام‌های ۱۸۲۲ به‌طور قابل اعتماد به مقصد مورد نظر تضمین شده‌است. اگر پیام تحویل داده نشود، IMP به میزبان اصلی پیامی ارسال می‌کند که نشان می‌دهد تحویل ناموفق است. با این وجود، در عمل، شرایط (نادری) وجود داشت که میزبان می‌توانست گزارش از دست رفتن پیامی را از دست بدهد، یا تحت آن IMP می‌تواند از دست دادن پیام را هنگام دریافت واقعی گزارش کند.
نسخه‌های بعدی پروتکل ۱۸۲۲ مانند 1822L در RFC 802 و جانشینان آن شرح داده شده‌است.